# 查茨沃思 (昆士兰州)
查茨沃思（英語：Chatsworth）是澳洲昆士兰州金皮市西北偏北的一座小镇。根据2006年人口普查的结果，查茨沃思镇及其周边共有居民895人。
该地区曾经是奶牛农场区，但近年来已逐渐成为住宅区。当地有一所小学。